# Tom Booth-Amos

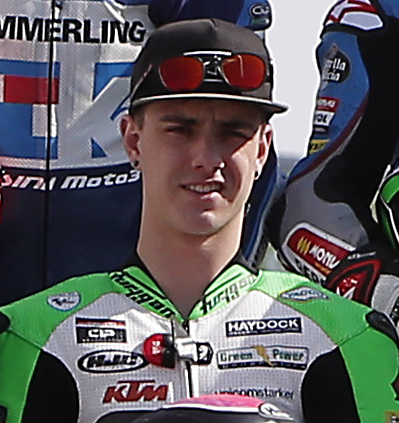
Tom Booth-Amos op het Losail International Circuit in 2019.

Thomas Booth-Amos (Newport, 12 maart 1996) is een Brits motorcoureur.

## Carrière
Booth-Amos won in 2017 op een KTM de titel in het Britse Moto3-kampioenschap. Dat jaar debuteerde hij tevens in de Moto3-klasse van het wereldkampioenschap wegrace op een KTM voor het team City Lifting RS Racing als wildcardcoureur tijdens zijn thuisrace, waarin hij op plaats 21 eindigde. Aan het eind van het jaar maakte hij ook zijn debuut in het Spaanse Moto3-kampioenschap op een Honda in het weekend op het Circuit Ricardo Tormo Valencia bij het British Talent Team.
In 2018 reed Booth-Amos een volledig seizoen in de Spaanse Moto3 bij het British Talent Team op een Honda. Hij miste wel vier races vanwege blessures. Een vijfde plaats op het Circuito de Albacete was zijn beste race-uitslag en hij eindigde met 13 punten op plaats 22 in het klassement. In 2019 reed Booth-Amos het gehele seizoen in het WK Moto3, waar hij op een KTM voor het team CIP Green Power reed. Hij kende een lastig seizoen met twee puntenfinishes, waarbij een achtste plaats in Australië zijn beste resultaat was. Met 10 punten eindigde hij op plaats 28 in het kampioenschap. Drie jaar later verscheen een video op sociale media, waarop te zien is hoe Booth-Amos na de race in Thailand werd geslagen en geschopt door een monteur, die vervolgens door zijn nieuwe team Max Racing werd ontslagen.
In 2020 stapte Booth-Amos over naar het Supersport 300 World Championship, waar hij voor RT Motorsports by SKM op een Kawasaki reed. Hij behaalde een zege op het Circuit de Barcelona-Catalunya en stond in vier andere races op het podium. Met 111 punten werd hij zesde in de eindstand. In 2021 bleef hij actief bij hetzelfde team. Hij won twee races op het Motorland Aragón en het TT Circuit Assen en stond hiernaast nog vijf keer op het podium. Wel moest hij de races op het Circuito Permanente de Jerez missen omdat hij een operatie moest ondergaan. Met 189 punten werd hij achter Adrián Huertas tweede in het klassement.
In 2022 maakte Booth-Amos de overstap naar het wereldkampioenschap Supersport, waar hij voor het team Prodina Racing WorldSSP op een Kawasaki reed. Hij behaalde echter zijn beste resultaten nadat hij in de laatste drie raceweekenden optrad als vervanger van Benjamin Currie bij het team Motozoo Racing by Puccetti, met een achtste plaats op Phillip Island als beste race-uitslag. Met 29 punten eindigde hij op plaats 23 in het kampioenschap. Ook reed hij in de laatste twee weekenden van het Brits kampioenschap Supersport bij Gearlink Kawasaki, waar twee vierde plaatsen op Donington Park zijn beste resultaten waren.
In 2023 reed Booth-Amos een dubbel programma in het WK Supersport bij het team Motozoo Racing by Puccetti, waar hij in de Challenge-klasse enkel in de Europese races reed, en het Brits kampioenschap Supersport bij het team Gearlink Kawasaki. In het WK was een zesde plaats op Donington zijn beste resultaat en werd hij met 56 punten vijftiende in het eindklassement. Tevens werd hij hiermee de winnaar van de Challenge-klasse. In het Brits kampioenschap won hij zeven races: drie op Oulton Park en een op zowel Donington Park, het Knockhill Racing Circuit, het Snetterton Motor Racing Circuit en Brands Hatch. Daarnaast stond hij nog zes keer op het podium. Hij miste een van de weekenden op Donington vanwege zijn verplichtingen in het WK. Met 333 punten werd hij achter Benjamin Currie tweede in de eindstand.
In 2024 stapte Booth-Amos binnen het WK Supersport over naar een Triumph, waar hij voor het team PTR Triumph reed. Hij behaalde zijn eerste podiumfinish in Cremona en werd met 120 punten tiende in het kampioenschap. Ook reed hij in een weekend van het Brits kampioenschap als wildcardcoureur, waar hij een zege en een tweede plaats behaalde. In 2025 bleef hij actief in het WK bij PTR. In het eerste weekend op Phillip Island werd hij tweede in de eerste race, voordat hij in de tweede race zijn eerste zege in het kampioenschap behaalde.